# North Star
|  | Per a altres significats, vegeu «North Star (Ohio)». |

North Star és una concentració de població designada pel cens dels Estats Units a l'estat de Delaware. Segons el cens del 2000 tenia 8.277 habitants.

## Demografia
Segons el cens del 2000, North Star tenia 8.277 habitants, 2.629 habitatges, i 2.408 famílies. La densitat de població era de 467,2 habitants/km².
Dels 2.629 habitatges en un 49,9% hi vivien nens de menys de 18 anys, en un 87,3% hi vivien parelles casades, en un 2,9% dones solteres, i en un 8,4% no eren unitats familiars. En el 6,8% dels habitatges hi vivien persones soles l'1,9% de les quals corresponia a persones de 65 anys o més que vivien soles. El nombre mitjà de persones vivint en cada habitatge era de 3,15 i el nombre mitjà de persones que vivien en cada família era de 3,3.
Per edats la població es repartia de la següent manera: un 31,4% tenia menys de 18 anys, un 5% entre 18 i 24, un 27,4% entre 25 i 44, un 30,7% de 45 a 60 i un 5,4% 65 anys o més.
L'edat mediana era de 39 anys. Per cada 100 dones de 18 o més anys hi havia 98,7 homes.
La renda mediana per habitatge era de 110.616$ i la renda mediana per família de 113.621 $. Els homes tenien una renda mediana de 81.175 $ mentre que les dones 46.603 $. La renda per capita de la població era de 39.677 $. Aproximadament el 2,2% de les famílies i el 2,4% de la població estaven per davall del llindar de pobresa.

## Poblacions properes
El següent diagrama mostra les poblacions més properes.